# Martin Gruber (Politiker, 1983)

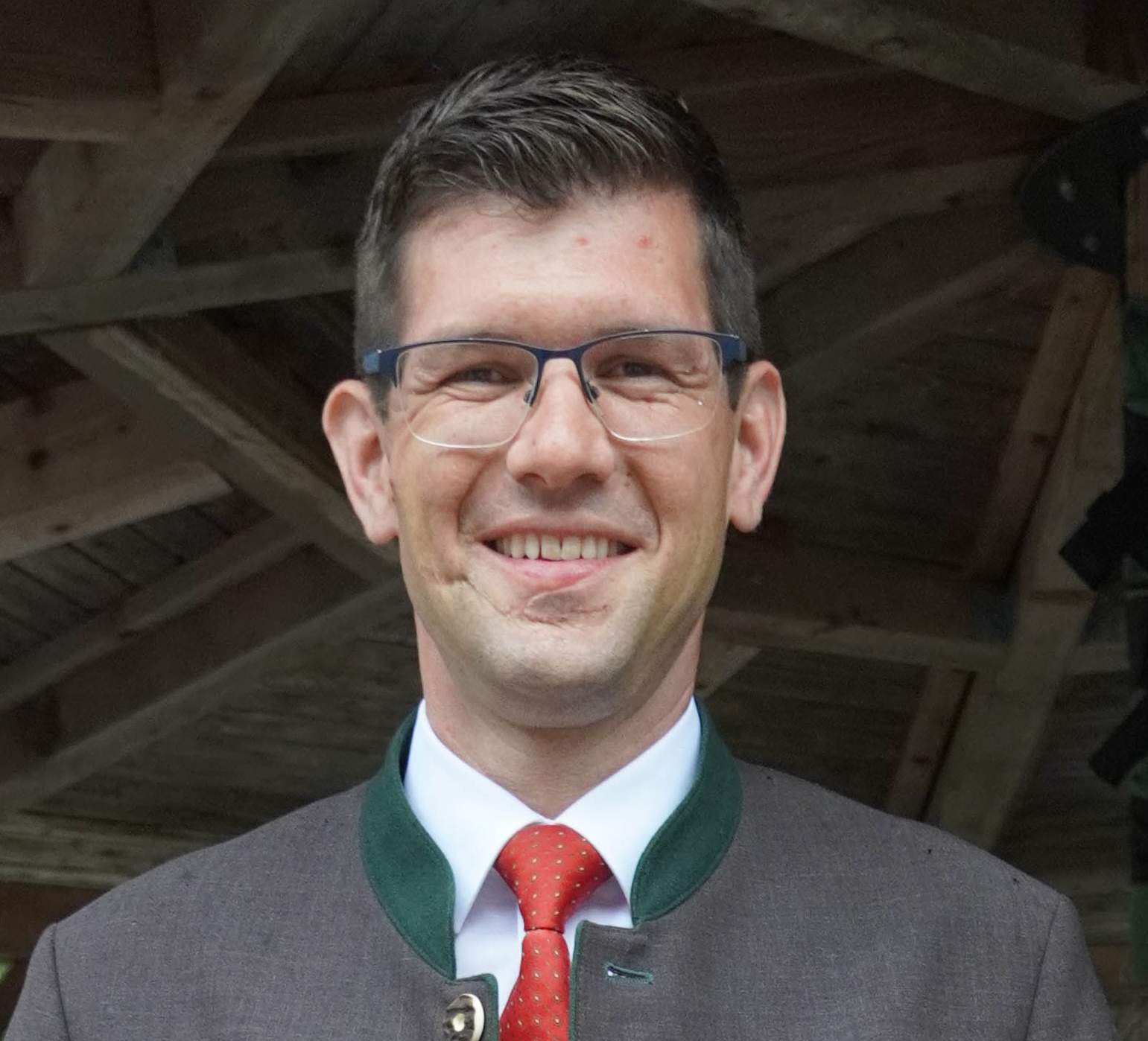
Martin Gruber 2025

Martin Gruber (* 29. April 1983) ist ein österreichischer Politiker (ÖVP), Nebenerwerbslandwirt und dreifacher Familienvater. Von 2009 bis April 2018 war er Bürgermeister seiner Heimatgemeinde Kappel am Krappfeld, seit 4. April 2018 ist er Landesparteiobmann der Kärntner Volkspartei, seit 12. April 2018 Landesrat in der Kärntner Landesregierung Kaiser II. Nach den Landtagswahlen 2023 wurde er am 13. April 2023 zum 2. Landeshauptmann-Stellvertreter in der Landesregierung Kaiser III.

## Leben
Martin Gruber absolvierte die Agrar-Handelsakademie in Althofen. 2009 wurde er mit 25 Jahren Bürgermeister von Kappel am Krappfeld und war somit auch von 2010 bis 2018 Geschäftsführer der Beteiligungs- und Infrastruktur Kappel am Krappfeld GmbH. Er war persönlicher Referent von Landesrat Josef Martinz.
Ab Juni 2014 war er Erster Vizepräsident des Kärntner Gemeindebundes, seit April 2016 ist er Bezirksparteiobmann der ÖVP im Bezirk Sankt Veit an der Glan. Im Bauernbund Kärnten war er als stellvertretender Landesobmann und Kammerrat der Landwirtschaftskammer Kärnten tätig.
Bei der Landtagswahl in Kärnten 2018 war er Spitzenkandidat im Wahlkreis Ost und erhielt mit 3.375 die meisten Vorzugsstimmen der ÖVP-Kandidaten. Er war Teil des elfköpfigen ÖVP-Verhandlungsteams für die Landesregierung Kaiser II, nach dem Rücktritt von Christian Benger am 4. April 2018 wurde er vom Vorstand der Kärntner ÖVP zum geschäftsführenden ÖVP-Landesparteiobmann gewählt. Am 30. Oktober 2018 wurde er auf dem Landesparteitag der ÖVP mit 301 von insgesamt 306 abgegebenen Stimmen gewählt, was einer Zustimmung von 98,37 Prozent entsprach. Zu seinen Stellvertretern wurden damals Katja Morgenstern, Ronny Rull, Alfred Altersberger und Elisabeth Köstinger gewählt.
In der Landesregierung Kaiser II war er ab dem 12. April 2018 für die Bereiche Land- und Forstwirtschaft, ländliches Wegenetz, Jagdwesen und Fischereirecht, Orts-Regionalentwicklung und ländliche Entwicklung, Verkehr (Verkehrsrecht, Verkehrsverbund, Verkehrsinfrastruktur), Logistik, Straßen und Brücken zuständig.
Er ist Nebenerwerbslandwirt und war als Vertragsbediensteter des Landes Sachbearbeiter für Förderwesen in der Agrarabteilung. In der Bürgermeisterstichwahl am 8. Juli 2018 wurde Josef Klausner (SPÖ) mit 54,2 Prozent der Stimmen zu seinem Nachfolger als Bürgermeister von Kappel am Krappfeld gewählt. Im Juni 2022 wurde er am ÖVP-Landesparteitag als Landesparteiobmann bestätigt. Für die Landtagswahl in Kärnten 2023 wurde er vom Landesparteivorstand zum ÖVP-Spitzenkandidaten gewählt. In der Landesregierung Kaiser III wurde er im April 2023 als Nachfolger von Gaby Schaunig Zweiter Landeshauptmannstellvertreter und übernahm zusätzlich den Bereich Raumordnung von Daniel Fellner.